# Федекс филд
Стадион Федекс филд (енгл. FedExField оригинално Jack Kent Cooke Stadium)) је вишенаменски стадион, који се налази у Самерфилд, (Мериленд, САД). Стадион има капацитет 67.717 места за седење.

## Историја
ФедЕксФиелд је изграђен као замена за претходно место одржавања, Стадион Роберт Ф. Кенеди меморијал у Вашингтону, Д.Ц. 1994. Џек Кент Кук је покушао да изгради нови стадион на земљишту поред тркалишта Лаурел парк дуж путева Виски ботом и Брок бриџ. Недостатак паркинг простора и подршке довео је до избора другог места. Земљиште је раније било Вилсонова млечна фарма.
Стадион је отворен 1997. године као стадион Џек Кент Кук, у част преминулог власника тима, а место стадиона је било познато као Раљон по именима Кукових синова – „Ралф“ и „Јохн“. Кук је успео да региструје Раљон код Поштанске службе Сједињених Држава као легалну алтернативну адресу за поштански број 20785 Ландовера, Мериленд, где се стадион налази. Такође је тражио од медија да користе Раљон у информацијама о стадиону.

### Фудбал
Стадион Федекс филд није нарочито познат као фудбалски стадион, јер је ФК Ди си јунајтед из МЛСа одлучио да остане на стадиону РФК након отварања новог стадиона. Почели су да играју на Ауди Филду од 2018.
Федекс филд је коришћен за неке међународне фудбалске утакмице, као домаћи терен користиле су га репрезентација Сједињених Држава и репрезентација Салвадор. 
Аргентина је 28. марта 2015. године, победила Салвадор на Федекс филду пред публиком од 53.978 људи, а 7. јуна 2014. стадион је био домаћин двомеча где су играли прво репрезентација Шпаније, победник Светског првенства 2010, победила је Салвадор са 2 : 0 у припремној утакмици пред 53.267 гледалаца пре Светског првенства 2014. У другој утакмици дублхедера, Ди си јунајтед је играо са Колумбус круом нерешеним резултатом, тада је Д.Ц. Унитед први пут био домаћин утакмице регуларне сезоне МЛС-а на Федекс филду.